# Gilda Oliveira
Gilda Maria de Oliveira (Rio de Janeiro, 6 de agosto de 1983) é uma wrestler olímpica brasileira. Representou o Brasil nos Jogos Olímpicos de Verão de 2016 na categoria até 69 kg feminino das lutas, sendo eliminada nas quartas de final. Gilda conquistou a vaga olímpica ao ficar em segundo lugar no Campeonato Pan-Americano de Lutas Associadas de 2016, competição que distribuía duas vagas para o torneio olímpico. Anteriormente, conquistou a medalha de ouro nos Jogos Sul-Americanos de 2014, em Santiago e a medalha de bronze nos Jogos Sul-Americanos de 2010, em Medellín.